# Två tyska systrar
Två tyska systrar (tyska: Die Bleierne Zeit) är en tysk dramafilm från 1981 i regi av Margarethe von Trotta.

## Utmärkelser
Filmen vann bland annat Guldlejonet för bästa film 1981 och Tyska filmpriset för bästa film året därpå.

## Rollista i urval
- Jutta Lampe - Juliane
- Barbara Sukowa - Marianne
- Ina Robinski - Juliane, 17 år
- Julia Biedermann - Marianne, 16 år
- Rüdiger Vogler - Wolfgang
- Doris Schade - modern
- Franz Rudnick - fadern
- Verenice Rudolph - Sabine
- Luc Bondy - Werner